# Preservation Metadata: Implementation Strategies
PREservation Metadata: Implementation Strategies (PREMIS) è uno standard di metadati per la conservazione digitale. Può essere considerato lo standard de facto per la conservazione di oggetti digitali.
I metadati per la conservazione digitale definiscono le informazioni necessarie per garantire l'usabilità a lungo termine degli oggetti digitali per renderli accessibili in qualche forma in futuro. I metadati di conservazione digitale sono particolarmente importanti per i sistemi di deposito digitale (repository system), luoghi in cui gli oggetti digitali vengono archiviati e gestiti a lungo termine. La semplice memorizzazione di oggetti digitali su un supporto di archiviazione non è sufficiente per renderli utilizzabili. Essi devono essere gestiti in un repository system in modo che siano protetti da danni accidentali o intenzionali e che sia possibile creare un ambiente di gestione completa, che mantenga l'accesso a tali oggetti.
I metadati che descrivono le caratteristiche degli oggetti digitali e raccolgono le informazioni necessarie a ricercare, accedere ed identificare detti oggetti digitali, non sono tuttavia sufficienti per conservare gli oggetti digitali a lungo termine.
Ad esempio, il formato di un file (un tipo di oggetto digitale) può diventare obsoleto e reso inutilizzabile dall'evoluzione di quelle stesse applicazioni software che possono utilizzarlo nel momento presente. Ciò richiederebbe o la trasformazione del formato obsoleto in uno più recente  (migrazione) o la riproduzione dell'ambiente tecnologico originale, mediante l'uso delle tecnologie più recenti (emulazione). Entrambe le strategie richiederebbero informazioni aggiuntive, come metadati tecnici sui file originali, informazioni sull'hardware e sul software meno recenti in cui le applicazioni software hanno potuto utilizzarli e informazioni sulle azioni che hanno trasformato l'oggetto digitale nel tempo. Tali metadati sono utili alla conservazione degli oggetti digitali. I metadati di conservazione supportano quindi attività intese a garantire l'accessibilità, l'integrità, l'usabilità nel lungo termine di un oggetto digitale.
L'iniziativa PREMIS identifica il gruppo di lavoro internazionale, impegnato nello sviluppo dei metadati necessari alle pratiche di conservazione digitale.
L'uso degli standard è importante in quanto supporta lo sviluppo di una comunità di buone pratiche; aiuta i professionisti ad apprendere dalle intuizioni degli altri, in modo tale da non trascurare inavvertitamente metadati chiave nella propria pratica; consente lo sviluppo di strumenti per facilitare la creazione e la gestione dei metadati; e consente alle organizzazioni di scambiare più facilmente informazioni tra loro.

## Storia
All'inizio degli anni 2000 divenne chiaro che era necessario uno standard di metadati per la comunità interessata a garantire conservazione a lungo termine, delle risorse digitali in costante e crescente aumento.
Inizialmente sponsorizzato da Online Computer Library Center (OCLC) e Research Libraries Group (RLG) dal 2003 al 2005, il gruppo di lavoro era composto più di trenta rappresentanti provenienti dalle istituzioni culturali, governative e dal settore privato di diversi paesi. Il gruppo ha concluso i suoi lavori con la pubblicazione di un rapporto chiamato PREMIS Data Dictionary for Preservation Metadata (Dizionario dei Dati PREMIS per i Metadati di Conservazione) che includeva sia un dizionario dei dati, che alcune linee guida ed indicazioni riguardo ai metadati di conservazione.
L'iniziativa PREservation Metadata: Implementation Strategies (PREMIS) identifica il gruppo di lavoro internazionale, impegnato nello sviluppo dei metadati necessari alle pratiche di conservazione digitale.

## Modello dei dati
Il modello dei dati PREMIS è costituito da quattro entità correlate:
1. Oggetto (diviso in tre sottotipi)
2. Evento
3. Agente
4. Diritti

Le unità semantiche definite nel dizionario dei dati descrivono le caratteristiche di ogni entità del modello di dati PREMIS.
L'Entità Intellettuale è un tipo di oggetto. È un insieme di contenuti che costituisce un'unità intellettuale discreta e coerente, come un libro o un database. Questi possono essere oggetti composti contenenti altre entità intellettuali e possono avere più rappresentazioni digitali. I metadati descrittivi vengono generalmente applicati a questo livello; data la proliferazione di schemi concorrenti, il gruppo di lavoro non ha definito ulteriori unità semantiche descrittive e ha consentito l'interoperabilità attraverso "contenitori di estensione" (i contenitori contengono un gruppo correlato di unità semantiche) che possono essere utilizzati per schemi esterni.
La maggior parte delle unità semantiche elencate nel dizionario dei dati si riferiscono a entità Object ed Event, la prima essendo ulteriormente suddivisa in tre sottotipi di file, bitstream e rappresentazione . Un file è il livello al quale la maggior parte degli utenti finali è abituata a lavorare, una "sequenza di byte denominata e ordinata conosciuta da un sistema operativo". Include una varietà di attributi del file system, che lo rendono comprensibile da un sistema operativo, che comprende flussi di bit, che sono "dati contigui o non contigui all'interno di un file che ha proprietà comuni significative ai fini della conservazione". Una rappresentazione è, in un certo senso, il "livello più alto" di questo modello, poiché può comprendere diversi file al fine di rendere correttamente la struttura e il contenuto di un'entità intellettuale. Non tutti i repository si occuperanno di preservare le rappresentazioni, seconda del loro scopo e della necessità del corpo curatoriale di preservare quello che potrebbe essere considerato il "valore intrinseco" digitale dell'entità. Inoltre, le entità intellettuali possono avere rappresentazioni multiple all'interno di un repository. Gli eventi interagiscono con gli oggetti nella misura in cui comportano azioni che hanno un effetto su di essi o agenti ("una persona, organizzazione o software ... associati a Eventi ... o con Diritti collegati a un oggetto") associati all'oggetto.
Infine, l'inclusione delle entità dei diritti risponde a una maggiore consapevolezza e preoccupazione per i requisiti legali di copyright e licenze. Include anche informazioni sulle azioni specifiche consentite; ad esempio, l'unità semantica 4.1.6.1, act, "l'azione consentita al repository di conservazione", include i valori suggeriti come replicare, migrare ed eliminare.

## Dizionario dei dati
Le voci del dizionario di dati PREMIS si articolano su diversi attributi, che si applicano ad ogni unità semantica (analogo a un "elemento" in altri schemi di metadati), in base alla specificità dell'unità semantica.